# Emil Vodder
Emil Vodder (* 20. Februar 1896 in Kopenhagen; † 17. Februar 1986 ebenda) war ein dänischer Physiotherapeut. Zusammen mit seiner Ehefrau Estrid Vodder (* 1898; † 15. Januar 1996) entwickelte er die manuelle Lymphdrainage.

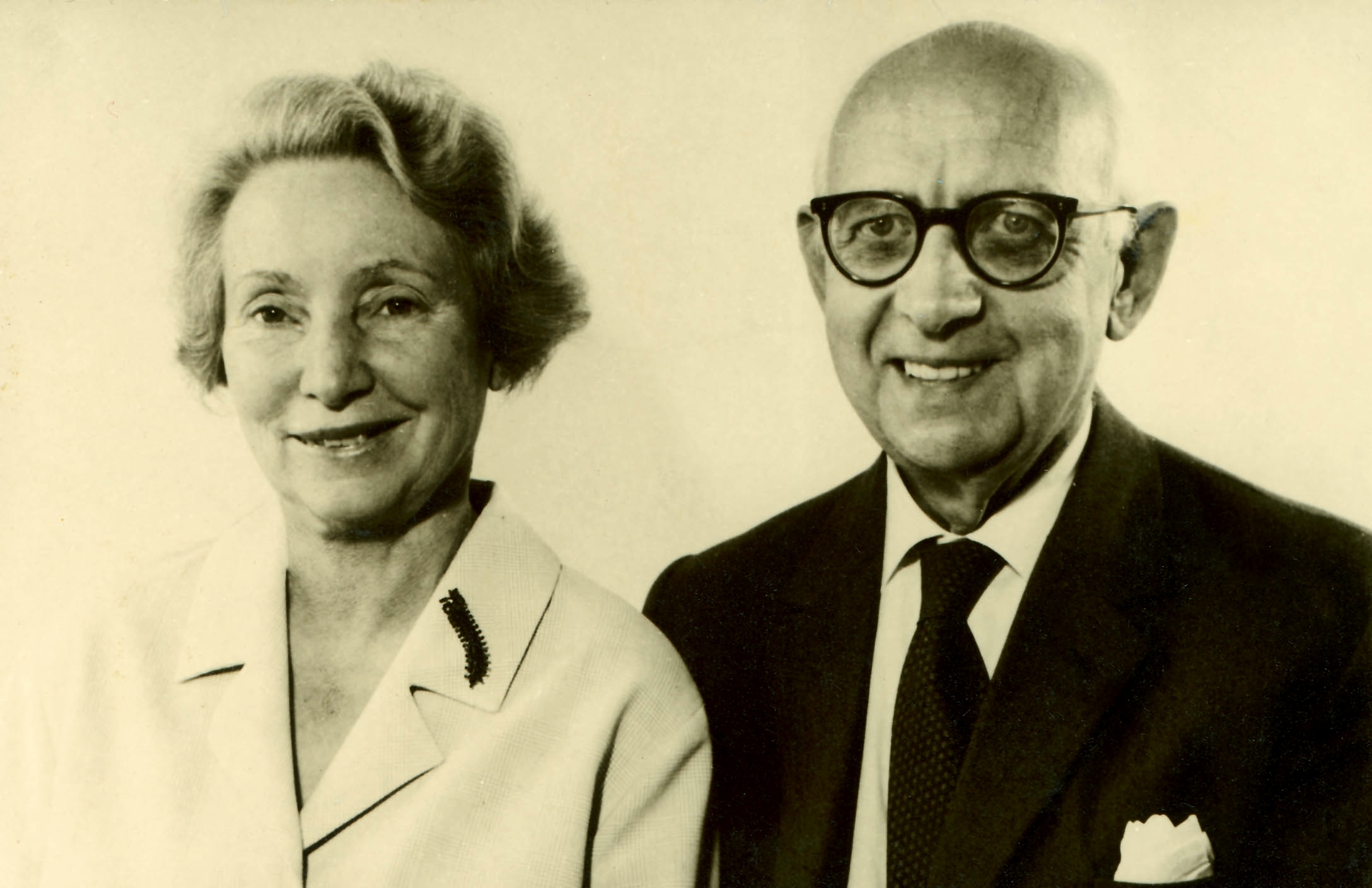
Emil Vodder mit seiner Frau Estrid (1972)

## Leben

### Doktor der Philosophie
Nach dem Abitur studierte Emil Vodder neben Kunstgeschichte und vergleichenden Sprachstudien auch acht Semester Medizin. Dieses Studium konnte er jedoch wegen einer Malariaerkrankung nicht beenden und wandte sich fortan der physikalischen Therapie zu. Schon früh interessierte er sich für das Lymphsystem und las die Schriften von Bartholin, Carrel und Cecil Drinker. 1928 wurde ihm von der Universität Brüssel aufgrund einer kunsthistorischen Dissertation der Titel des Doktors der Philosophie (Dr. phil.) verliehen. 1929 ging er zusammen mit seiner Frau Estrid, die 1923 in Berlin Heilpraktikerin wurde, nach Frankreich.

### Die Geburt der manuellen Lymphdrainage
Die manuelle Lymphdrainage (ML) ist eine Sonderform der medizinischen Massage, durch die angestaute Flüssigkeit im Gewebe (Lymphe) zum Abfluss angeregt werden soll. Sie wird bei verletzungs- oder operationsbedingten bzw. durch Fehlbildungen des Lymphsystems verursachten Schwellungen oder bei Gelenkerkrankungen angewandt. In ihren Grundzügen wurde die Lymphdrainage bereits Ende des 19. Jahrhunderts von Alexander von Winiwarter und Johann von Esmarch erstmals eingesetzt. Vodder hatte aus dieser Idee in den 1930er Jahren eine genaue Technik entwickelt.
1932 arbeitete Vodder als Masseur an der Côte d’Azur in Frankreich, wo sich damals viele Engländer mit geschwollenen Halslymphknoten zur Kur aufhielten. Vodder und seine Frau Estrid sahen und fühlten bei Patienten mit chronisch katarrhalischen Infekten der oberen Luftwege Stauungen in der Subcutis und den zugehörigen Lymphbahnen. Gegen alle Regeln ärztlicher Lehre der damaligen Zeit (Lymphknoten durften unter gar keinen Umständen und ganz besonders nicht, wenn sie geschwollen waren, berührt werden) konnten sie diese Stauungen mit pumpenden, kreisenden und streichenden Bewegungen abdrainieren. Dieser Erfolg veranlasste Vodder, auch Lymphknoten anderer Körperregionen zu behandeln. 1933 siedelte das Ehepaar Vodder nach Paris um. Vodder traf sich unter anderem mit dem bedeutenden Lymphgefäßanatomen Henri Rouvière (1876–1952) und erwarb das Buch „Die Anatomie der Lymphgefäße“ (Anatomie, physiologie, pathologie des vaisseaux lymphatiques. Paris 1874–1875) von Marie Philibert Constant Sappey (1810–1896). Die Vodderschen Lymphdrainagegriffe mit ihrer Reihenfolge und ihrem Druck Richtung Herzen orientieren sich bis heute an diesen Sappeyschen Darstellungen.
Lange Zeit hatte der „Nichtmediziner“ Vodder große Schwierigkeiten, seine neue Technik zu authentifizieren. Die manuelle Lymphdrainage wurde der so genannten Alternativmedizin zugerechnet und deshalb von vielen Ärzten und Wissenschaftlern nicht akzeptiert. 1936 stellte Vodder seine Methode erstmals auf der Weltausstellung „Exposition de Beauté“ in Paris vor. Im gleichen Jahr sicherte er sich durch Veröffentlichungen in der „Révue d’hygiène individuelle“ und in der dänischen Zeitschrift „Ny Tid og Vi“ die Priorität. 1939 bei Ausbruch des Zweiten Weltkrieges musste das Ehepaar Vodder Frankreich verlassen und ging nach Dänemark zurück. Erst Jahre später – in den 1950er Jahren – reiste Emil Vodder in viele Länder Europas und hielt Vorträge. Er bildete zusammen mit seiner Frau Estrid Therapeuten aus, die die Technik weiter verbreiteten. Es wurde auch eine Schule in Österreich gegründet, an der Lymphdrainagetherapeuten ausgebildet wurden. In Deutschland fand 1958 ein erster Kurs in manueller Lymphdrainage nach Dr. Vodder statt.

### Bekanntschaft mit Johannes Asdonk
1963 lernte der deutsche Arzt Johannes Asdonk die manuelle Lymphdrainage durch seine spätere Ehefrau Christa Bartetzko kennen. Bartetzko war Kosmetikerin und zu jener Zeit in Asdonks Praxis als Arzthelferin beschäftigt. Sie hatte einen ML-Kurs bei Emil Vodder besucht. Asdonk selbst erlernte die Handgriffe dieser sanften manuellen Therapie, die Vodder bereits 1936 veröffentlicht hatte, die aber noch keinen Eingang in die Schulmedizin gefunden hatte, 1964 bei Vodder in Kopenhagen. Asdonk konnte sehr viel Forschungsarbeit betreiben und half so die wissenschaftlichen Elemente beizufügen, die auch im medizinischen Sinn Raum für diese Behandlungstechnik geben. In seiner allgemeinärztlichen Praxis in Essen setzte Asdonk die manuelle Lymphdrainage in Verbindung mit der von ihm praktizierten Chirotherapie mit großem Erfolg ein. Im Jahr 1966 führte Asdonk mit Vodder in Essen erstmals einwöchige Lymphdrainagekurse durch, in denen sowohl Physiotherapeuten als auch Kosmetikerinnen (z. B. Cellulite und leichte Hautunreinheiten sollen auch durch ML bekämpft werden können) ausgebildet wurden.

### Einführung in die Schulmedizin
1967 wurde die „Gesellschaft für manuelle Lymphdrainage nach Dr. Vodder“ unter anderem von Emil Vodder, Johannes Asdonk und Günther Wittlinger, einem Masseur aus Walchsee, gegründet. Die Gesellschaft führte jährlich wissenschaftliche und praktische Arbeitstagungen mit dem Ziel durch, die Wirksamkeit der manuellen Lymphdrainage zu beweisen. Aus ihr entstand 1976 die „Deutsche Gesellschaft für Lymphologie“. 1969 gründete Asdonk in Essen die erste richtige Schule zur Ausbildung von Physiotherapeuten in manueller Lymphdrainage, in der auch das Ehepaar Vodder als Lehrer eingesetzt wurde. Die steigende Anzahl von Lymphödempatienten ermutigte Asdonk, 1972 im Schwarzwald die erste lymphologische Fachklinik der Welt zu gründen. Durch seine hervorragenden Erfolge bei der Behandlung von Lymphödemen wurde ab 1974 die manuelle Lymphdrainagetherapie kassenüblich und somit von den Krankenkassen bezahlt. Die Aufnahme der manuellen Lymphdrainage in die Schulmedizin war vor allem ein Verdienst der Ärzte Johannes Asdonk und Michael Földi, beide ehemalige enge Mitarbeiter von Emil Vodder. Sie förderten die Verbreitung der manuellen Lymphdrainage, insbesondere auch durch ihre Schulen für angehende Lymphtherapeuten. Gegen heftige Widerstände war eine heute etablierte Therapiemethode in die Medizin eingeführt worden.
Das erste Buch Lehrbuch der Manuellen Lymphdrainage nach Dr. Vodder wurde von Günther und Hildegard Wittlinger auf Anregung von Emil Vodder geschrieben und im Haug Verlag Heidelberg 1978 veröffentlicht.
In den 1990er Jahren wurde die manuelle Lymphdrainage, Bandagierung, Ödemgymnastik und Hautpflege als Teil der sog. komplexen physikalischen Entstauungstherapie (KPE) zur Behandlung von Lymphödemen von Arm und Bein eingeführt.

## Auszeichnung
Am 13. November 1984 wurde Emil Vodder die Wilhelm-Rohrbach-Medaille verliehen. Diese Auszeichnung wird vom Verband Physikalische Therapie (VPT) in Anerkennung besonderer Verdienste im Bereich der physikalischen und Massage-Therapie verliehen. Emil Vodder war der achte Empfänger dieser Medaille.

Verleihung der Rohrbachmedaille durch Herrn Blum

## Persönliches
Emil Vodders Frau Estrid, die ihn all die Jahre über unterstützt und auf einer Reihe von Vorträgen begleitet hatte, starb zehn Jahre nach ihrem Mann, kurz vor ihrem 100. Geburtstag. Der gemeinsame Sohn Arne Vodder (1926–2009), Architekt, lebte in Kopenhagen.